# Општина Гречи (Мехединци)
Гречи (рум. Greci) општина је у Румунији у округу Мехединци.
Oпштина се налази на надморској висини од 315 m.